# Hubert Orłowski

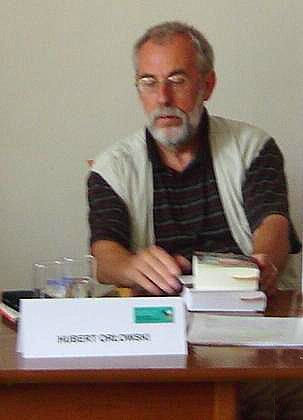
Hubert Orłowski – Erste Polnisch-Deutsche Sommerakademie in Ciążeń – Juli 2006

Hubert Orłowski (* 22. Mai 1937 in Podleiken, Kreis Osterode in Ostpreußen) ist ein polnischer Germanist. Er ist Emeritus der Adam-Mickiewicz-Universität Posen, Professor am Westinstitut in Posen, Mitarbeiter der Borussia – Stiftung und Kulturgemeinschaft Olsztyn/Allenstein und  ordentliches Mitglied der Polnischen Akademie der Wissenschaften.

## Leben
Er wurde im Jahr 1937 im Dorf Podleiken bei Dietrichswalde als Sohn des Alois Orlowski und dessen Ehefrau Monika Orlowski, geborene Preylowski, geboren. Nach Kriegsende besuchte er die polnische Volksschule, legte das Abitur (polnisch: Matura) ab und studierte bis 1961 Germanistik an der Adam-Mickiewicz-Universität Posen. In den Jahren 1976/77 und 1980 bildete er sich als Stipendiat der Alexander-von-Humboldt-Stiftung in der Bundesrepublik Deutschland fort.
Im Jahr 1977 wurde er von der Adam-Mickiewicz-Universität Posen als Professor berufen.  1984/85 lehrte er als Gastprofessor an der Christian-Albrechts-Universität zu Kiel und 1987/88 an der Universität Graz. Er bekleidete den Posten des Rektors der Samuel-Bogumił-Linde-Hochschule für Fremdsprachen in Posen. Seit dem Jahr 2006 ist er Mitglied des Rates der Stiftung Borussia. Hubert Orłowski ist stellvertretender Vorsitzender des Wissenschaftlichen Rates des Zentrums für Historische Forschungen der Polnischen Akademie der Wissenschaften in Berlin.
Sein Interesse gilt der deutschen Literatur und Kultur, besonders im Zeitraum des NS-Staats, der historischen Semantik und der Erforschung von Stereotypen, sowie den deutsch-polnischen Beziehungen im Bereich der Literatur. Er erklärte u. a. die Entstehung des Stereotyps „Polnische Wirtschaft“.

## Ehrungen
- 1990: Goethe-Medaille[2]
- 2005: Ehrendoktor (dr. honoris causa) der Universität Opole.
- 2007: Verdienstkreuz 1. Klasse des Verdienstordens der Bundesrepublik Deutschland.
- 2009: Ehrendoktor der Universität Ermland-Masuren in Olsztyn.
- 2016: Friedrich-Gundolf-Preis für die Vermittlung deutscher Kultur im Ausland[3]

## Monografien, Antologoien und Sammelbände
- Prädestination des Dämonischen. Zur Frage des bürgerlichen Humanismus in Thomas Manns „Doktor Faustus“. Wydawnictwo Naukowe UAM, Poznań 1969.
- Untersuchungen zum falschen Bewußtsein im deutschen Entwicklungsroman. Wydawnictwo Naukowe UAM, Poznań 1971.
- Literatura w III Rzeszy, (Literatur im Dritten Reich). Wydawnictwo Poznańskie, Poznań 1975, 2. Aufl. 1979.
- Traditionen und Traditionssuche des deutschen Faschismus, hg. v. Günter Hartung u. Hubert Orłowski (=Martin-Luther-Universität Halle-Wittenberg. Wissenschaftliche Beiträge 1987/30 (F 69)). Abt. Wissenschaftspublizistik der Martin-Luther-Universität Halle-Wittenberg, Halle (Saale) 1987."
- Współczesna myśl literaturoznawcza w Republice Federalnej Niemiec. Antologia, hg. v. Hubert Orłowski, Czytelnik, Warszawa 1988.
- Polnisches Schrifttum unter Zensur. Wilhelminische und nationalsozialistische Zensurpolitik im Vergleich. Georg Eckert-Institut Braunschweig, Frankfurt/M.1988.
- Zur Bedeutung Eichendorffs in den Romanen von Horst Bienek. In: Aurora. Jahrbuch der Eichendorff-Gesellschaft 47/1987, S. 77–82 sowie in: Studia Germanica Posnaniensia 1990.
- Poznańska biblioteka niemiecka, hg. v. Hubert Orłowski u. Christoph Kleßmann, 1996ff.
- „Polnische Wirtschaft“. Zum deutschen Polendiskurs der Neuzeit. Harrassowitz Verlag, Wiesbaden 1996, ISBN 3-447-03877-2.
- Wobec zniewoleń "krótkiego stulecia". Skizzen über österreichische und deutsche Literatur, mit Nachwort von Wojciech Kunicki, Oficyna Wydawnictwa Witold Poddworny ATUT, Wrocław 1997.
- Polnische Wirtschaft. Moderner deutscher Diskurs über Polen. Übersetzung von Izabela und Sven Sellmer, Wspólnota Kulturowa Borussia, Olsztyn 1998.
- Literatur und Herrschaft – Herrschaft und Literatur. Zur deutschen und österreichischen Literatur im 20. Jahrhundert (= Oppelner Beiträge zur Germanistik. Band 2). Aufsatzsammlung. Lanf, Frankfurt am Main/Berlin/Bern/Brüssel/New York 2000, ISBN 978-3-631-35726-2.
- Warmia z oddali. Odpominania. (Ermland aus der Ferne. Erinnerungen). Stiftung Borussia, Olsztyn 2000.
- Z modernizacją w tle. Wokół rodowodu nowoczesnych niemieckich wyobrażeń o Polsce i Polakach. (Mit der Modernisierung im Hintergrund. Moderne deutsche Vorstellungen über Polen). PTPN, Poznań 2002.
- Przemoc – tabu – trauma ofiar. Wokół najnowszej opowieści Güntera Grassa. (Gewalt – Tabu – Trauma der Opfer). Zeszyty Instytutu Zachodniego, Nr. 30, Poznań 2002.
- Zrozumieć świat. Szkice o literaturze i kulturze niemieckiej XX wieku. (Die Welt verstehen. Skizzen über die deutsche Literatur und Kultur des 20. Jahrhunderts), Wrocław 2003.
- Za górami, za lasami… O niemieckiej literaturze Prus Wschodnich 1863-1945. (Hinter den Bergen, hinter den Wäldern…),  Stiftung Borussia, Olsztyn 2003.
- Die Lesbarkeit von Stereotypen. Der deutsche Polendiskurs im Blick historischer Stereotypenforschung und historischer Semantik. Oficyna Wydawnicza ATUT – Wrocławskie Wydawnictwo Oświatowe, Wrocław 2004.
- Rzecz o dobrach symbolicznych. Gietrzwałd 1877. (Über die symbolischen Güter). Stiftung Borussia, Olsztyn 2005.
- Die Lesbarkeit von Stereotypen. Der deutsche Polendiskurs im Blick historischer Stereotypenforschung und historischer Semantik. Zweite, durchgesehene Auflage, Neisse Verlag, Wrocław / Görlitz 2005, ISBN 3-934038-41-7.
- mit Andreas Lawaty (Hrsg.): Deutsche und Polen. Geschichte, Kultur, Politik. Verlag C. H. Beck, München 2006, ISBN 3-406-49436-6.